# ام‌وی اوشیانا
ام‌وی اوشیانا (به انگلیسی: MV Oceana) یک کشتی است که طول آن ۲۶۱٫۳۰ متر (۸۵۷٫۳ فوت) می‌باشد. این کشتی در سال ۲۰۰۰ ساخته شد.